# Sugar, We’re Goin’ Down
Sugar, We’re Goin’ Down – pierwszy singel z albumu From Under the Cork Tree amerykańskiego zespołu Fall Out Boy.